# 花様衛士〜ロイヤル・ミッション〜
『花様衛士〜ロイヤル・ミッション〜』（かようえいし ろいやるみっしょん、原題：錦衣之下）は、2019年の中国テレビドラマ。全55話。

## 概要
明代の嘉靖年間を舞台にした推理ドラマ。

## あらすじ
嘉靖年間、厳嵩は首輔の夏然を陥れて死罪に追い込み、さらに裘丞、沈煉、楊其政ら政敵をも排除した。これより厳嵩父子は大きな勢力を手にする。
嘉靖37年（1558年）、汪直を頭目とする倭寇が沿海の街を襲った。同年、兵部から兵力配置図が盗まれ、錦衣衛指揮使・陸廷の息子・陸繹が調査を命じられる。

## スタッフ
- 監督：尹涛
- 脚本：藍色獅

## 主題歌
- 願（中国語版）（オープニング）[3]

歌詞：田丁、作曲：崔博、歌：周深
- 心墙（エンディング）[4]

歌詞：周暁宜、呉若妍、作曲：朱芸編、歌：アレン・レン

## 登場人物・出演者
- 陸繹：アレン・レン（中国語版）

錦衣衛の経歴で本作の主人公。
- 袁今夏：タン・ソンユン

六扇門の捕快で本作のヒロイン。
- 厳世蕃（中国語版）：ハン・ドン

厳嵩の息子で主人公のライバル。
- 嘉靖帝：丁勇岱（中国語版）

明朝第十二代皇帝。
- 厳嵩：李诚儒（中国語版）

厳世蕃の父で朝廷の重臣。
- 袁陳：李勤勤（中国語版）

袁今夏の義母。